# Cratere Kunowsky (Luna)
Kunowsky è un cratere lunare di 18,27 km situato nella parte nord-occidentale della faccia visibile della Luna.
Il cratere è dedicato all'astronomo tedesco Georg Karl Friedrich Kunowsky.

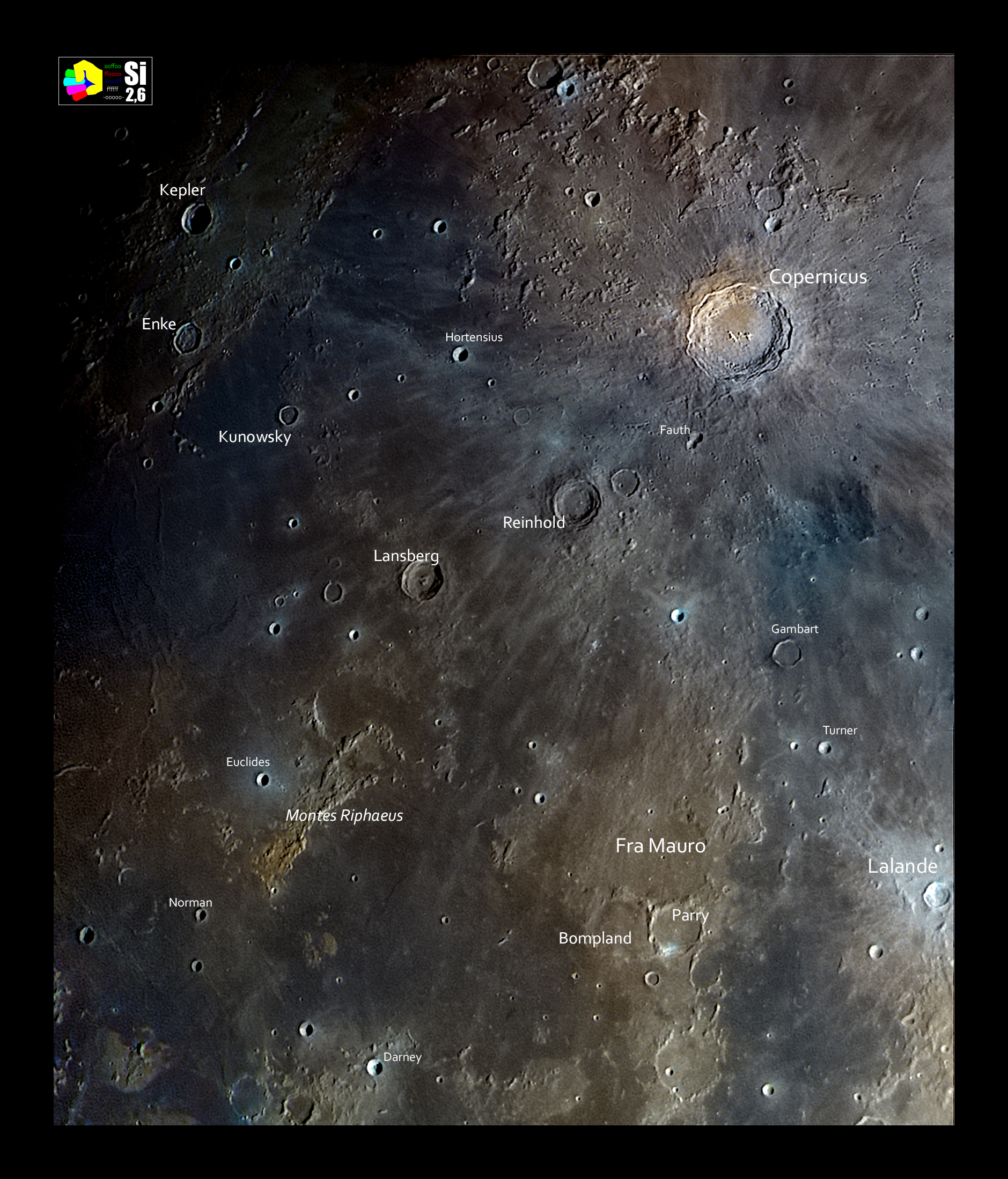
Il cratere(in alto a sinistra) con le strutture vicine in una Immagine Selenocromatica(Si)

## Crateri correlati
Alcuni crateri minori situati in prossimità di Kunowsky sono convenzionalmente identificati, sulle mappe lunari, attraverso una lettera associata al nome.
| Kunowsky | Coordinate           | Diametro (in km) |
| -------- | -------------------- | ---------------- |
| C        | 0°13′12″S 32°23′24″W | 3,4              |
| D        | 1°31′48″N 28°50′24″W | 5,22             |
| G        | 1°41′24″N 30°48′00″W | 3,1              |
| H        | 1°07′12″N 29°59′24″W | 2,82             |